# Khoi Young
Khoi Alexander Young (Bowie, 31 dicembre 2002) è un ginnasta statunitense.

## Biografia
Ai mondiali di Anversa 2023 ha ottenuto l'argento nel cavallo con maniglie, terminando alle spalle dell'irlandese Rhys McClenaghan e nel volteggio, dietro al britannico Jake Jarman. Nel concorso a squadre ha vinto il bronzo con Asher Hong, Paul Juda, Yul Moldauer e Fred Richard.

## Palmarès
- Mondiali

Anversa 2023: argento nel cavallo con maniglie; argento nel volteggio; bronzo nel concorso a squadre;
- Campionati panamericani

Medellín 2023: oro nel cavallo con maniglie; oro nel concorso a squadre;